# Земляные работы

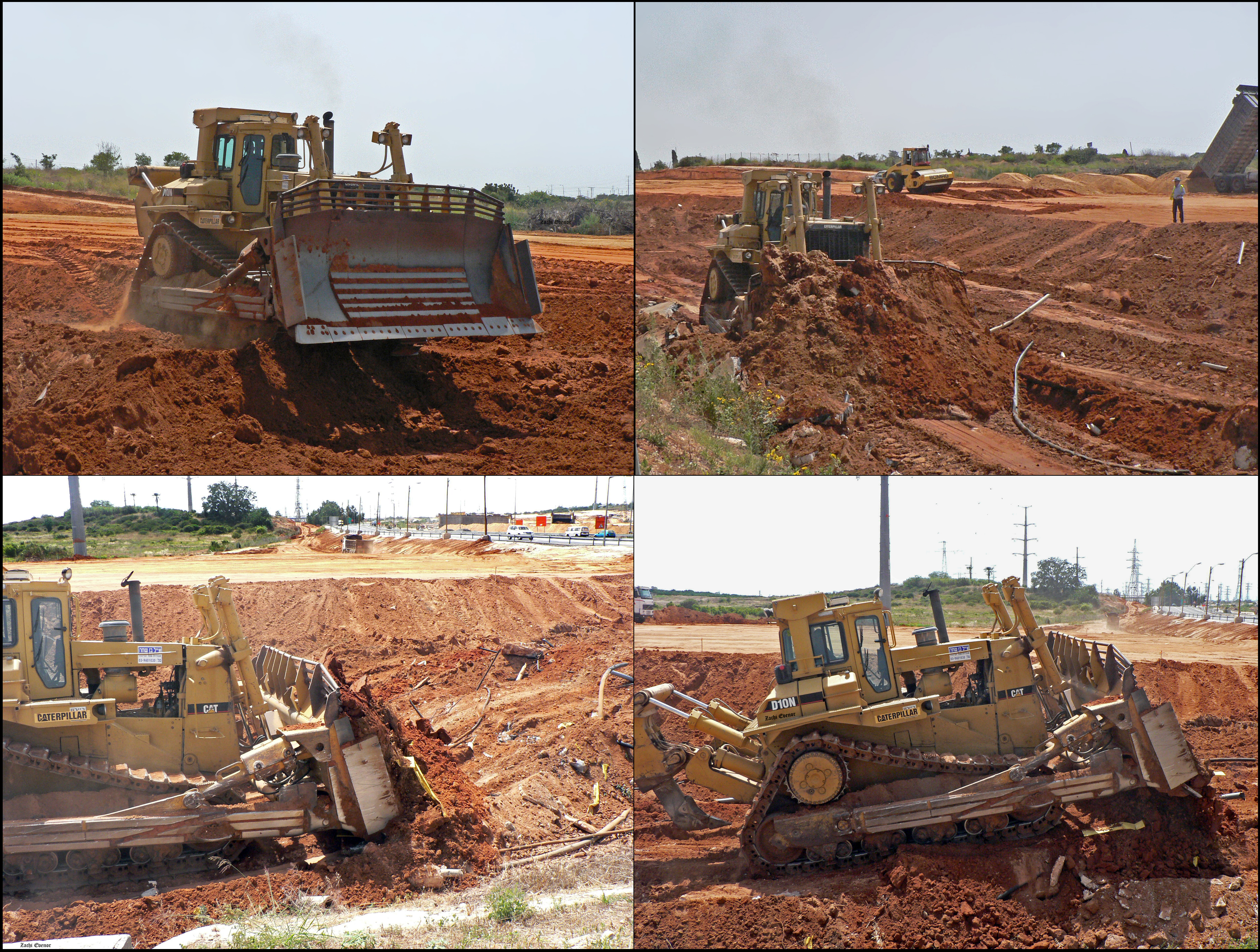
Бульдозер в работе.

Земляные работы, переработка грунта — работы, включающие в себя разработку грунта, перемещение, укладку и уплотнение; входят в состав строительных работ.

## Виды земляных работ
Выделяют земляные работы следующих видов: открытые, подводные и подземные.
Открытые работы подразумевают работу на поверхности земли, к ним также относится горная выработка.

## Проведение работ

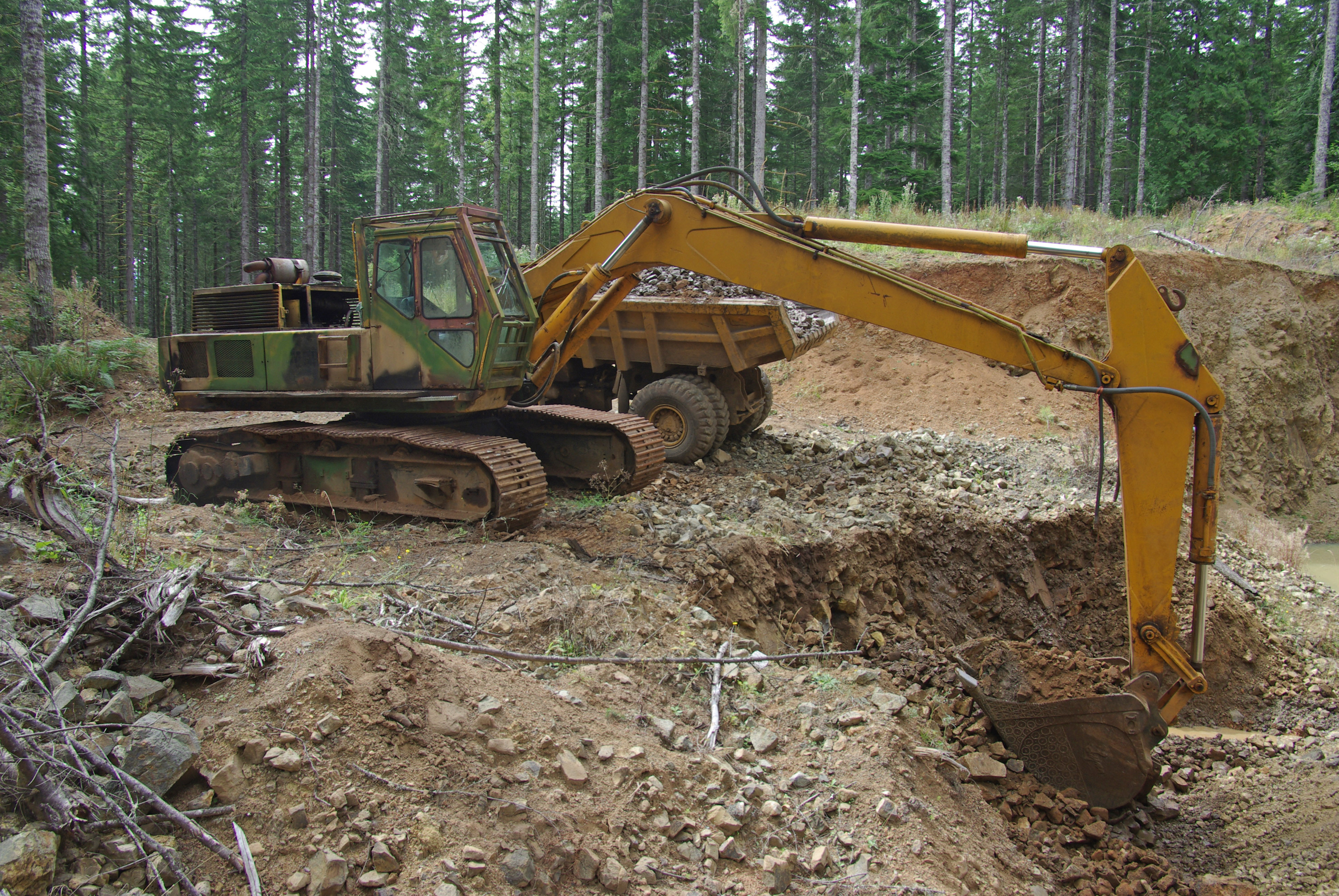
Работа экскаватора

Все такие работы сводятся к тому, что в грунте либо делается выемка, либо насыпается дополнительный грунт. В первом случае выемка, которая отрывается только для добычи грунта, будет называться резервом, а насыпь — отвалом или кавальером. Поэтому цель земляных работ можно определить как создание инженерных сооружений из грунта. К ним может быть отнесено строительство дорог любого типа, каналов и траншей, площадок для различных целей, в частности устройство оснований зданий и сооружений, наконец, планировка территории под застройку и благоустройство.

## Откосы
Откосами называют боковые наклонные насыпи — стенки грунта в котлованах или траншеях. Крутизна откосов — это отношение высоты откоса насыпи к его основанию, её делают такой, чтобы насыпь была устойчивой и не сползала.
Допустимая крутизна откосов при рытье котлованов и траншей с откосами без креплений при глубине выемки и крутизне откосов принимаются:
| Виды грунтов                                          | Крутизна откоса при глубине выемки, м, не более | Крутизна откоса при глубине выемки, м, не более | Крутизна откоса при глубине выемки, м, не более |
| Виды грунтов                                          | 1,5                                             | 3                                               | 5                                               |
| ----------------------------------------------------- | ----------------------------------------------- | ----------------------------------------------- | ----------------------------------------------- |
| Насыпной неуплотнённый                                | 1:0,67                                          | 1:1                                             | 1:1,25                                          |
| Песчаный и гравийный                                  | 1:0,5                                           | 1:1                                             | 1:1                                             |
| - Песок пылеватый и мелкий                            | —                                               | —                                               | —                                               |
| - Песок среднезернистый                               | —                                               | —                                               | —                                               |
| - Песок разнозернистый                                | 1:0,5                                           | 1:1                                             | 1:1                                             |
| - Песок крупнозернистый                               | —                                               | —                                               | —                                               |
| - Гравелистый и галечниковый (гравия и гальки > 40 %) | —                                               | —                                               | —                                               |
| Супесь                                                | 1:0,25                                          | 1:0,67                                          | 1:0,85                                          |
| Суглинок                                              | 1:0                                             | 1:0,5                                           | 1:0,75                                          |
| Глина                                                 | 1:0                                             | 1:0,25                                          | 1:0,5                                           |
| Лёсс и лёссовидный                                    | 1:0                                             | 1:0,5                                           | 1:0,5                                           |
| Разрыхлённый скальный                                 | —                                               | —                                               | —                                               |
| Морёный песчаный                                      | 1:0,25                                          | 1:0,57                                          | 1:0,75                                          |
| Морёный суглинистый                                   | 1:0,2                                           | 1:0,5                                           | 1:0,65                                          |

Примечания
- Крутизна откосов выемок глубиной более 5 метров во всех случаях и глубиной менее 5 метров при гидрогеологических условиях (наличие грунтовых вод) и видов грунтов, не предусмотренных в таблице выше, устанавливается проектом.

Допустимая крутизна откосов на болотах при глубине траншеи до 2,5 м при проектировании магистральных трубопроводов:
| Виды грунтов              | тип болота | тип болота |
| Виды грунтов              | I          | II         |
| ------------------------- | ---------- | ---------- |
| Слаборазложившийся торф   | 1:0,75     | 1:1        |
| Хорошо разложившийся торф | 1:1        | 1:1,25     |

Примечания

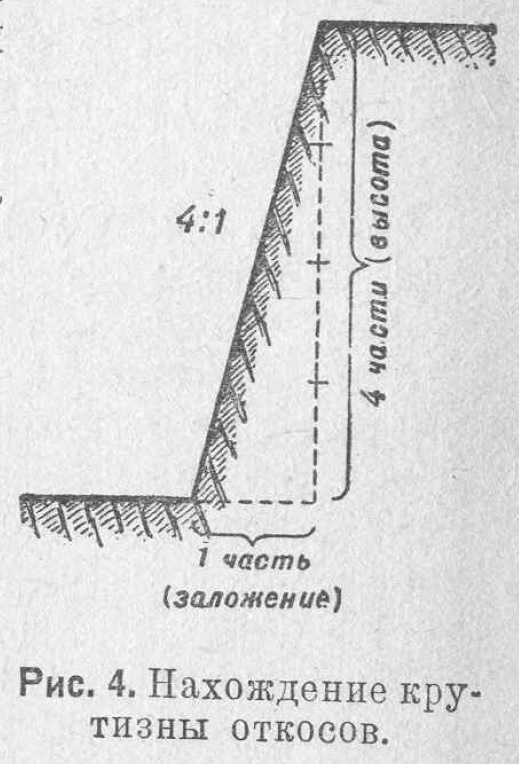

- В таблице указана допустимая крутизна откосов траншей в грунтах естественной влажности, обводнённых береговых (с учётом грунтовых вод) и подводных траншей, а также траншей, разрабатываемых на болотах.
- При напластовании различных видов грунта крутизна откосов для всех пластов назначается по наиболее слабому грунту.
- К насыпным грунтам относятся грунты, пролежавшие в отвалах менее 6 месяцев и не подвергшиеся искусственному уплотнению.

### Откосы в военном деле
При отрывке крутостей окопов в мягких грунтах она также производится с откосом. Т.е. соблюдается определённое заложение (отношение высоты к основанию). При этом рекомендуется выбирать следующие отношения в зависимости от типа грунта: при песчаном грунте - 3:2, растительном - 4:1, глинистом - 8:1. Т.е. чем более плотный и устойчивый к осыпанию грунт, тем меньшая величина откоса требуется.
При слишком малых откосах стенки окопов и прочих земляных сооружений будут стремиться к осыпанию. При наличии возможности проблема решается возведением стенок окопов из досок, жердей, брёвен и прочих материалов, которые удерживают грунт от осыпания.

## Способы
Выделяют три основных способа земляных работ: механический, взрывной, гидромеханический.

### Гидромеханический
Проведение работ с использованием энергии воды для разработки, перемещения и укладки грунта.

## Применение
В промышленном, гражданском и транспортном строительстве земляные работы требуются при возведении дорог и площадок, устройстве траншей и котлованов.

## Трудозатраты
Земляные работы являются одними из трудоёмких и требуют до 15 % стоимости и до 20 % трудоёмкости от общего объёма строительных работ. По статистике там занято 10 % от общего числа рабочих.

### Нормативная литература
- СНиП РК 1.03-05-2001 «Охрана труда и техника безопасности в строительстве». § 9 «Земляные работы».
- ЕНиР РК 8.04-01-2011 Сборник 2. «Земляные работы».
- СП 407.1325800.2018 Земляные работы. Правила производства способом гидромеханизации.
- Правила по охране труда в строительстве. § «Земляные работы».

### Техническая и справочная литература
- «Справочник по проектированию магистральных трубопроводов». Под ред. А. К. Дерцакяна. Л.: «Недра». 1977.